# Smalneusapen
De smalneusapen (Catarrhini) vormen een klade ("parvorde") van apen uit de Oude Wereld binnen de infraorde Simiiformes, de apen. 
Tot de smalneusapen behoren de mensapen en de apen van de Oude Wereld, waaronder de makaken, bavianen, meerkatten en slankapen. De meeste soorten leven in Afrika ten zuiden van de Sahara en Zuid-Azië, van India tot Zuid-China en van Tibet tot de Filipijnen, Celebes en de Molukken. De Japanse makaak leeft in Japan, de berberaap in Marokko en Gibraltar. De mens is de enige smalneusaap die wereldwijd voorkomt.
De naam "smalneusaap" beschrijft het belangrijkste verschil met de Zuid-Amerikaanse breedneusapen. De smalneusapen hebben smalle, naar beneden gerichte neusvleugels, die dicht bij elkaar staan, de breedneusapen hebben grote, openstaande neusvleugels die ver uit elkaar staan. Ook heeft geen enkele smalneusaap een grijpstaart, in tegenstelling tot enkele grotere breedneusapen.
De meeste soorten zijn herbivore of omnivore dieren, die in sociale groepen in tropische regenwouden en andere bossen leven. Er bestaan echter ook meer solitaire of paarsgewijs levende soorten, en een groot aantal soorten leeft ook in meer open gebieden. Ze verschillen in grootte van de 37 centimeter grote en 1,4 kilogram zware dwergmeerkatten (Miopithecus) tot de berggorilla (Gorilla beringei beringei), die gemiddeld 180 centimeter lang en 227 kilogram zwaar wordt.

## Taxonomie
- Parvorde: Catarrhini (Smalneusapen)
  - Superfamilie: Cercopithecoidea (Apen van de Oude Wereld)
    - Familie: Cercopithecidae (Apen van de Oude Wereld)
      - Onderfamilie: Cercopithecinae (Meerkatachtigen)
        - Geslachtengroep: Cercopithecini (Meerkatten)
          - Geslacht: Allenopithecus (Moerasmeerkat)
          - Geslacht: Allochrocebus
          - Geslacht: Cercopithecus (Echte meerkatten)
          - Geslacht: Chlorocebus (Groene meerkatten)
          - Geslacht: Erythrocebus (Huzaarapen)
          -  Geslacht: Miopithecus (Dwergmeerkatten)

        -  Geslachtengroep: Papionini (Hondsapen)
          - Geslacht: Cercocebus
          - Geslacht: Lophocebus
          - Geslacht: Macaca (Makaken)
          - Geslacht: Mandrillus (Drillen)
          - Geslacht: Papio (Bavianen)
          - Geslacht: Rungwecebus
          -  Geslacht: Theropithecus

      -  Onderfamilie: Colobinae (Slankapen)
        - Geslachtengroep: Colobini (Zwart-witte franjeapen)
          - Geslacht: Colobus (Zwart-witte franjeapen)
          - Geslacht: Piliocolobus (Rode franjeapen)
          -  Geslacht: Procolobus (Groene franjeapen)

        - Geslachtengroep: Presbytini (Langoeren)
          - Geslacht: Presbytis (Echte langoeren)
          - Geslacht: Semnopithecus (Grijze langoeren of hoelmans)
          -  Geslacht: Trachypithecus (Pruiklangoeren)

        -  Geslachtengroep: Pygatrichini (Stompneusachtigen)
          - Geslacht: Nasalis (Neusaap)
          - Geslacht: Pygathrix (Doeks)
          - Geslacht: Rhinopithecus (Stompneusapen)
          -  Geslacht: Simias (Varkensstaartlangoer)

  -  Superfamilie: Hominoidea (Mensapen)
    - Familie: Hominidae (Mensachtigen)
      - Onderfamilie: Dryopithecinae †
        - 
          -  Geslacht: Dryopithecus †

      - Onderfamilie: Homininae (Afrikaanse mensapen en de mens)
        - Geslachtengroep: Gorillini
          -  Geslacht: Gorilla (Gorilla's)

        -  Geslachtengroep: Hominini
          - Geslacht: Ardipithecus †
          - Geslacht: Austrolapithecus †
          - Geslacht: Homo (Mensen)
          - Geslacht: Kenyanthropus †
          - Geslacht: Pan (Chimpansees)
          - Geslacht: Paranthropus †
          -  Geslacht: Sahelanthropus †

      - Onderfamilie: Ouranopithecinae †
        - 
          -  Geslacht: Ouranopithecus †

      -  Onderfamilie: Ponginae
        - Geslachtengroep: Ankarapithecini †
          -  Geslacht: Ankarapithecus †

        - Geslachtengroep: Lufengpithecini †
          -  Geslacht: Lufengpithecus †

        - Geslachtengroep: Pongini
          - Geslacht: Khoratpithecus †
          -  Geslacht: Pongo (Orang-oetans)

        -  Geslachtengroep: Sivapithecini †
          - Geslacht: Gigantopithecus †
          -  Geslacht: Sivapithecus †

    -  Familie: Hylobatidae (Gibbons)
      - 
        - 
          - Geslacht: Bunopithecus
          - Geslacht: Hoolock (Hoeloks)
          - Geslacht: Hylobates
          - Geslacht: Nomascus
          -  Geslacht: Symphalangus (Siamangs)

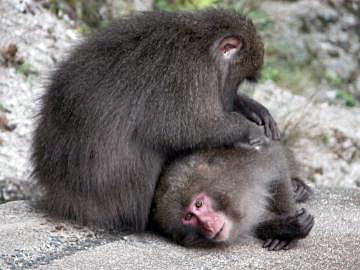
Japanse makaak (Macaca fuscata)
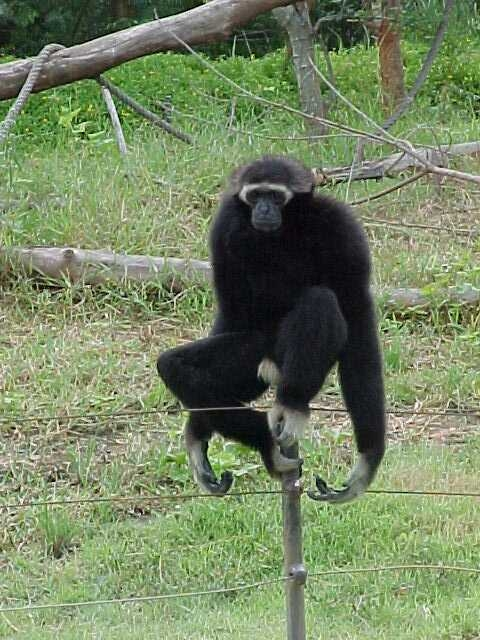
Withandgibbon (Hylobates lar)